# Hyper Voice Managements
Hyper Voice Managements（ハイパーボイスマネージメンツ）は日本の芸能事務所。主に歌手、声優のマネージメントを行っていた。

## 概要
- ボイストレーナーの渡邊瑛美が2002年に設立されたHyper Voiceの生徒を受け入れる事務所として、2003年に設立した。
- 関連会社として、松濤スクール・オブ・アーツ（松濤アクターズギムナジウム）がある。
- 設立者である渡邊は2007年4月より代表を後任に譲り、プロデューサーとして在籍していたが2009年1月にLove&Light（現：エルアンドエル・ビクターエンタテインメント）を設立し独立。
- 所属していたタレント・声優は他事務所に移籍又は、所属フリーとなり、2011年現在、所属しているタレント・声優はいない。Hyper Voiceもエルアンドエル・ビクターエンタテインメント傘下を経て、2018年3月末で営業を終了している[1]。

## かつて所属していたタレント
- 武石あゆ実（現所属：アミュレート）
- 石田燿子（フリー）
- 岩本小百合
- 伊藤るみ（フリー）
- 五條真由美（現所属：Love&Light）
- チャン・リーメイ（現所属：Love&Light）
- 林奈々子
- 平井理子（フリー、エスエスピー（業務提携））
- 妻鹿綾子（フリー）
- 渡部薫（現所属：RME）